# Michał Zalewski
Michał Zalewski (n. pe 19 ianuarie 1981) cunoscut și sub pseudonimul lcamtuf, este un hacker polonez, din categoria hackerilor etici, numiți și hackeri cu „pălărie albă” și un expert în siguranța calculatoarelor. Hackerii etici sunt informaticieni care se opun abuzurilor în utilizarea calculatoarelor electronice (computerelor). El a participat activ la transmiterea de mesaje pe sistemul Bugtraq, un sistem de mesaje electronice specializat în probleme de siguranță a calculatoarelor.
În 2005 a publicat volumul Silence on the Wire (Liniștea pe fir), un ghid practic pentru recunoașterea atacurilor on-line împotriva computerelor. Volumul analizează în detaliu câteva probleme unice și fascinante legate de siguranța calculatoarelor și protecția informațiilor personale, asociate cu tehnologiile și protocoalele folosite curent pentru operarea computerelor. Cartea informează cititorii asupra modului de a acționa al celor care cauta să fure informațiile și îi învață cum își pot apăra mai bine sistemele. Cartea a fost tradusă în Polonia și în Italia și este în curs de tipărire în Germania, Rusia și China. Ea nu este încă disponibilă în limba română